# Radio Delta
Radio Delta est une station de radio libanaise fondée en 1982. En 1996 elle reçoit une licence pour émettre. Elle couvre le Liban, la Syrie, la Jordanie et une partie de Chypre. Elle diffuse surtout de la musique.